# داوود عبدالسید
داوود عبدالسید (عربی: داود عبد السيد؛ زادهٔ ۱ ژانویهٔ ۱۹۴۶) کارگردان فیلم، و فیلم‌نامه‌نویس اهل مصر است. او فعالیت سینمایی خود را به عنوان دستیار کارگردان
یوسف شاهین آغاز کرد. فیلم،  پیغام‌هایی از دریا فیلم مصری راه‌یافته به جشنواره جایزه اسکار بهترین فیلم خارجی‌زبان
در هشتاد و سومین دوره جوایز اسکار بود، اما نامزد دریافت نشد.